# Harijs Rokpelnis
Harijs Rokpelnis (ur. 30 stycznia 1987) – łotewski polityk i samorządowiec, poseł na Sejm.

## Życiorys
W 2010 ukończył ekonomię i zarządzanie przedsiębiorstwem w Sztokholmskiej Szkole Ekonomii w Rydze. Pracował jako kierownik projektu. W 2015 dołączył do Łotewskiego Związku Rolników (LZS), wszedł w skład zarządu tego ugrupowania. W latach 2013–2021 był przewodniczącym rady gminy Mazsalaca, a w 2021 został radnym gminy Valmiera. W wyborach w 2022 z ramienia współtworzonego przez LZS Związku Zielonych i Rolników uzyskał mandat deputowanego na Sejm. W 2023 objął funkcję przewodniczącego frakcji poselskiej swojego ugrupowania.